# Бишопбриггс
Бишопбри́ггс (англ. Bishopbriggs, гэльск. Coille Dobhair, скотс Beeshops' Rigs ['biʃəps rɪgz]) — город в центральной Шотландии. Расположен в области Ист-Данбартоншир, в 9 км к юго-западу от окружного центра Керкинтиллох и в 5 км к северу от Глазго. 